# HMS Queen (1902)
La HMS Queen è stata una corazzata britanniche di tipo pre-dreadnought della classe Formidable, costruite tra il 1898 e il 1901, composta da 8 unità (suddivise in tre sottoclassi).

## Descrizione
Il progetto delle corazzate della classe Formidable richiamava quello delle precedenti classi Majestic e Canopus. In particolare il disegno era un ampliamento delle Canopus, delle quali riproponeva lo stesso schema di corazzatura.
Come le Canopus, anche le Formidable erano protette da corazzature in acciaio Krupp KC che assicuravano maggior robustezza a parità di pesi. La cintura corazzata si estendeva per quasi tutta la lunghezza dello scafo e fino a 4,6 metri sotto la linea di galleggiamento e con uno spessore pari a 230 mm.
L'armamento principale era basato su due torri binate BL 12 Mk VIII da 305 mm mentre quello secondario contava 12 torri singole con cannoni BL 6 in Mk VII da 152 mm che potevano essere ricaricati in qualsiasi posizione di brandeggio.
La dotazione era completata da 16 cannoni da 76/40 mm e 6 cannoni da 47/40 mm, tutti in affusto singolo, 2 mitragliatrici Maxim e 4 tubi lanciasiluri da 450 mm.
L'impianto propulsivo era costituito da 20 caldaie che fornivano vapore a due motori abbinati a due assi. I gas di scarico erano convogliati su 2 fumaioli. Le Formidable potevano imbarcare fino a un massimo di 2200 tonnellate di carbone, anche se la riserva standard ammontava a 900 tonnellate.
Il profilo dello scafo era più efficiente rispetto alle corazzate precedenti, per cui le unità di questa classe avevano una velocità massima che superava i 18 nodi, al prezzo di una minore manovrabilità alle basse velocità.
L'equipaggio ammontava a 780 uomini che salivano a 810 quando l'unità batteva bandiera di nave ammiraglia.
Al suo varo, l'8 marzo 1902, presenziato dalla regina Alessandra, venne dedicato un cortometraggio, Queen Alexandra Launching H.M.S. Queen, prodotto dalla Hepworth.

## Storia

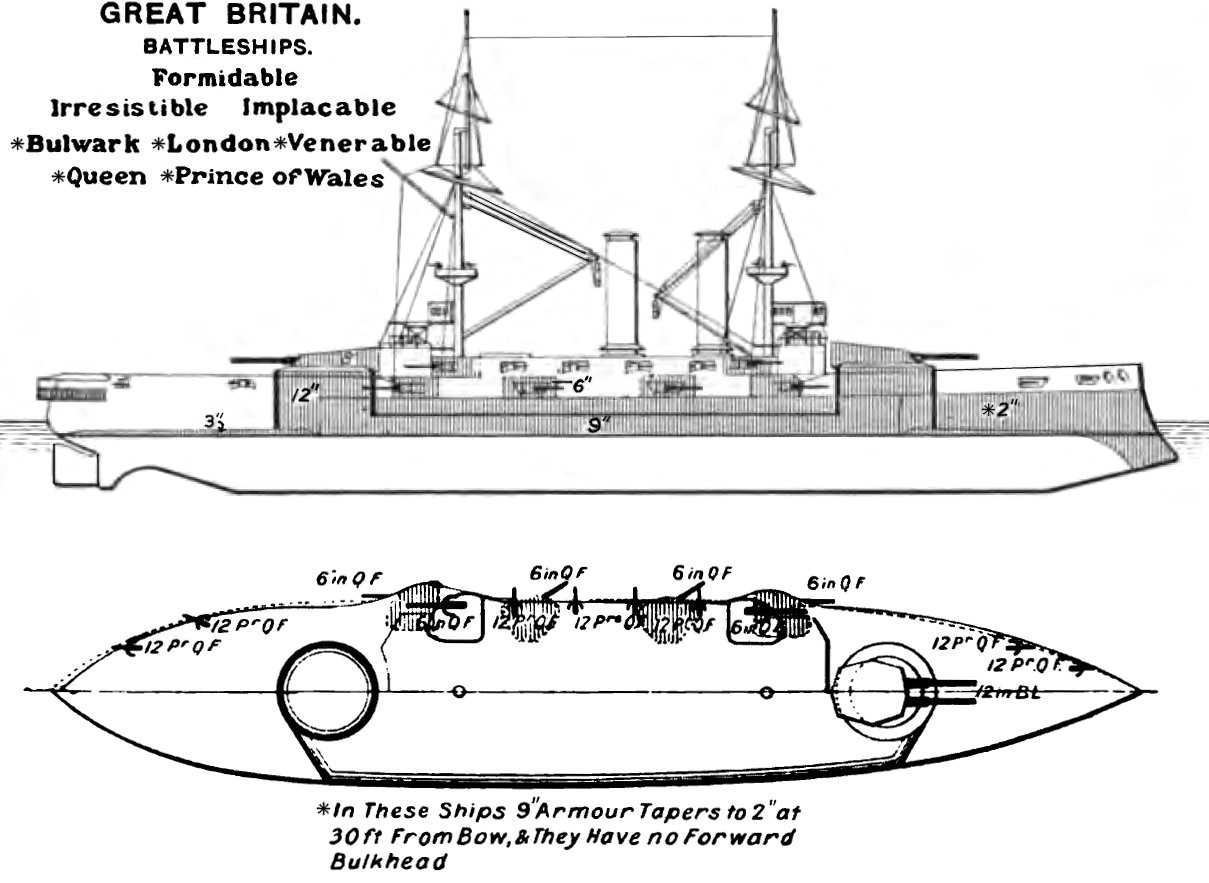
Elevazione destra e piano del ponte come mostrato Naval Annual 1906 di Brassey

La HMS Queen fu parte del terzo lotto della classe Formidable, in alcuni casi talvolta indicato come classe a sé stante, la classe Queen.